# Atresia anale
Per  atresia anale  in campo medico, si intende un ano senza foro.

## Esami
Risulta sufficiente l'esame obiettivo, sia alla vista sia al tatto si comprende l'assenza del foro, successivamente a un semplice pasto i sintomi evidenziano il blocco. Invece per comprendere dove sia la lesione che ha portato a tale malformazione basta osservare la presenza o meno di una fistola cutanea (a seconda se ci sia o meno evoca la presenza di un'atresia bassa o alta). Si utilizzano anche la radiografia dell'addome o la fistolografia.

## Terapia
Nei primi mesi serve una colostomia per risolvere l'ostruzione, appena il bambino diventa più grande, si procede a intervento chirurgico.